# Emmanuel Karsen
Emmanuel Karsen est un acteur, directeur artistique et musicien français, né le 23 mars 1963.
Spécialisé dans le doublage, il est notamment la voix française régulière de Sean Penn, Norman Reedus, Ian Tracey ainsi qu'une voix récurrente de John Leguizamo.
Il est également connu pour être la voix du personnage Ryuk de l'anime Death Note.

## Biographie
Emmanuel Karsen est un des descendants de la célèbre famille Maurin puisqu'il est le fils de l'acteur Jean-Pierre Maurin, lui-même le fils de Mado Maurin, actrice elle aussi. Il est ainsi, le neveu de l'acteur Patrick Dewaere mort alors qu'Emmanuel est âgé de 19 ans.
Il travaille dans le doublage et la post-synchronisation sonore cinéma et télévision, sur le modèle de ses oncles comédiens Yves-Marie Maurin, Dominique Collignon-Maurin et Jean-François Vlérick.
En 1972, il commence sa carrière de théâtre, alors âgé de 9 ans.

## Théâtre
- 1972 : La mort des fantômes, de Bernard Dabry, mise en scène de Denis Llorca, Théâtre de l'Ouest parisien
- 1975 : L'Idiot de Fiodor Dostoïevski, adaptation de Gabriel Arout, mise en scène de Michel Vitold, Comédie-Française
- 1978 : L'Avocat du diable de Dore Schary, mise en scène de Marcelle Tassencourt, Théâtre Montansier puis Théâtre Tristan-Bernard
- 1981 : Le Charimari de Pierrette Bruno, mise en scène René Clermont, Théâtre Saint-Georges et Tournée
- 1989 : Le Mariage de Figaro de Beaumarchais, mise en scène de Marcelle Tassencourt, Théâtre Montansier puis Théâtre Mogador

## Filmographie

### Cinéma
- 1980 : Une robe noire pour un tueur de José Giovanni
- 1981 : Comment draguer toutes les filles... de Michel Vocoret
- 1983 : Lady Libertine de Gérard Kikoïne
- 1984 : Mesrine de A. Génovès
- 1986 : Le Couteau sous la gorge de Claude Mulot
- 1988 : Tant pis si je meurs de Sotha
- 1995 : Une histoire d'amour à la con de H.P. Korchia
- 1997 : Héroïnes de Gérard Krawczyk : Maurice

### DVD

#### Réalisateur/Acteur
- 2013 : The Flesh Of the Gods d'Emmanuel Karsen et Cienki
- 2024 : Hp For Ever d'Emmanuel Karsen et Pacboy

### Télévision
- 1978 : Une mère russe de M.Miltrani
- 1979 : L'avocat du diable (Pièce filmée A2)
- 1982 : Merci Sylvestre de S. Korber
- 1983 : Émilie le matin de Sotha
- 1983 : Un homme ordinaire de J. Buñuel
- 1985 : Marianne, une étoile pour Napoléon de M.Sarrault
- 1986 : Série noire, épisodes 16 et 17 (Adieu la vie et La Nuit du flingueur)
- 1987 : 7e Galaxie de P.galardi
- 1987 : Ravissement de Scapin de G. Folgoas
- 1988 : Laura et Luis de F. Strucker
- 1990 : Trop chic pour moi de A.Isker
- 1990 : Omnibus Paris de S.Isker
- 1990 : La Dealeuse de G.Bensoussan
- 1990 : Marc et Sophie
- 1990 : Cantara de J.Sagols
- 1990 : Tribunal
- 1991 : Une gare en or massif de C. Huppert
- 1991 : La rue du chat crevé de C. Huppert
- 1991 : Partage à l'arraché de L.Grospierre
- 1991 : Dernier Mambo à Parly de D. Guilliani
- 1991 : La troisième porte de D.Guiliani
- 1994 : Highlander (série TV), saison 3 : Nino
- 1995 : Garde à vue de M. sarraut
- 1996 : Justice au cœur de D. Tabuteau
- 1997 : Un homme en colère, épisode 1
- 1998 : Aux frontières de la loi
- 1998 : Quai numéro un, épisode 11 (Jeux de massacre)
- 1999 : Dossier: disparus
- 1999 : Affaires familiales
- 1999 : Marc Eliot, épisode 6 (La Traque)
- 2000 : Central Nuit
- 2002 : les Cordiers, juge et flic
- 2002 : Le Grand Patron
- 2002 : Napoléon
- 2003 : Marion Vernous, Tueur de flics
- 2003 : PJ
- 2004 et 1995 : Les Cordier, juge et flic, épisodes 2.3 et 11.1
- 2005 : Navarro, épisode 17.4
- 2005 : Commissaire Moulin, épisode 8.4
- 2005 : Navarro : un détenu
- 2006 : Boulevard du Palais : Sylvain Devers
- 2009 : Engrenages
- 2010 : Profilage
- 2011 : Le juge est une femme, épisode 37
- 2011 : Interpol : Jonas

## Doublage

### Cinéma

#### Films
- Sean Penn dans (29 films) :
  - La Dernière Marche (1995) : Matthew Poncelet
  - U-Turn (1997) : Bobby Cooper
  - The Game (1997) : Conrad Van Orthon
  - She's So Lovely (1997) : Eddie Quinn
  - Loved (en) (1997) : Michael
  - Chaude journée à L.A. (1997) : L'étrange auto-stoppeur
  - Hollywood Sunrise (1998) : Eddie
  - La Ligne rouge (1998) : Sergent-chef Edward Welsh
  - Dans la peau de John Malkovich (1999) : Lui-même
  - Accords et Désaccords (1999) : Emmet Ray
  - Il suffit d'une nuit (2000) : Rowley Flint
  - Avant la nuit (2000) : Cuco Sanchez
  - Sam, je suis Sam (2001) : Sam Dawson
  - Mystic River (2003) : Jimmy Markum
  - 21 Grammes (2003) : Paul Rivers
  - The Assassination of Richard Nixon (2004) : Samuel J. Bicke
  - L'Interprète (2005) : Tobin Keller
  - Les Fous du roi (2006) : Willie Stark
  - Panique à Hollywood (2008) : lui-même
  - Harvey Milk (2009) : Harvey Milk
  - The Tree of Life (2011) : Jack adulte
  - This Must Be the Place (2011) : Cheyenne
  - Gangster Squad (2013) : Mickey Cohen
  - La Vie rêvée de Walter Mitty (2013) : Sean O'Connel
  - Gunman (2015) : Jim Terrier
  - Flag Day (2021) : John Vogel
  - Licorice Pizza (2021) : Jack Holden
  - Black Flies (2023) : Gene Rutkovsky
  - Daddio (2023) : Clark
- John Leguizamo dans (10 films) :
  - Roméo + Juliette (1996) : Tybalt
  - Empire (2002) : Victor Rosa
  - L'Empire des Ombres (2010) : Paul
  - Kick-Ass 2 (2013) : Javier
  - Chef (2014) : Martin
  - Anarchy: Ride or Die (2014) : Pisanio
  - Sisters (2015) : Dave
  - Meadowland (2015) : Pete
  - Infiltrator (2016) : Emir Abreu
  - Chaud devant ! (2019) : Rodrigo Torres
- Louis Mandylor dans (7 films) :
  - Mariage à la grecque (2002) : Nick Portokalos
  - Des serpents à bord (2009) : Jake Goldin
  - Shoot the Killer (en) (2012) : Demyan Ivanov
  - Battle Drone (2018) : Vincent Rekker
  - Doom: Annihilation (2019) : Chaplain
  - The Brave (2019) : Rei
  - Le Collecteur de dettes 2 (es) (2020) : Sue
- Norman Reedus dans (7 films) :
  - Les Anges de Boston 2 (2009) : Murphy MacManus
  - Stretch (2014) : Norman Reedus
  - Air (2015) : Bauer
  - Vive les vacances (2015) : Camionneur
  - Triple 9 (2016) : Russel Welch
  - The Bikeriders (2023) : Funny Sonny
  - Ballerina (2025) : Daniel Pine
- Karl Markovics dans (4 films) :
  - Les Faussaires (2007) : Salomon « Sally » Sorowitsch
  - Henri IV (2010) : l'amiral Gaspard II de Coligny
  - Nanga Parbat, l'ascension extrême (en) (2010) : Karl Maria Herrligkoffer
  - La Monnaie miraculeuse (2018) : le maire Michael Unterguggenberger
- Steve Buscemi dans :
  - Airheads (1994) : Rex
  - Copains pour toujours (2010) : Wiley
  - Copains pour toujours 2 (2013) : Wiley
- Luce Rains (en) dans :
  - Appaloosa (2008) : Dean
  - Le Prix de la trahison (2008) : Gault
  - Le Vétéran (2021) : Everett Crawford
- Pauly Shore dans :
  - California Man (1992) : Stoney Brown
  - L'Apprenti fermier (1993) : Crawl
- Andrew Lowery dans :
  - La Différence (1992) : Mack McGivern
  - Color of Night (1994) : Dale
- Brad Pitt dans :
  - Kalifornia (1993) : Early
  - L'Armée des douze singes (1995) : Jeffrey Goines
- Stephen Baldwin dans :
  - La Revanche de Jesse Lee (1993) : Jimmy J. Teeters
  - Protection (2001) : Sal
- Kevin Corrigan dans :
  - Ça tourne à Manhattan (1995) : l'assistant caméra
  - American Gangster (2007) : Campizi
- Johnny Whitworth dans :
  - L'Idéaliste (1997) : Donny Ray Black
  - Ultimate Game (2009) : Scotch
- Michael Papajohn dans : 
  - Spider-Man (2002) : Denis Caradine, le Carjacker
  - Spider-Man 3 (2007) : Denis Caradine, le Carjacker
- Tony Curran dans :
  - Le Vol du Phœnix (2004) : Rodney
  - The Lazarus Project (2008) : William Reed
- Lew Temple dans :
  - Domino (2005) : Locus Fender
  - Massacre à la tronçonneuse : Le Commencement (2006) : le shérif Winston Hoyt
- Joseph Gilgun dans :
  - Harry Brown (2009) : Kenneth « Kenny » Soames
  - Le Dernier Chasseur de sorcières (2015) : Ellic
- Willem Dafoe dans :
  - Death Note (2017) : Ryuk
  - Siberia (2020) : Clint
- Stephen McHattie dans :
  - Mother! (2017) : le fanatique
  - My Animal (en) (2023) : Henry
- Frank Grillo dans :
  - The Gateway (2021) : Duke
  - Shattered (2022) : Sebastian
- 1950[4] : Winchester '73 : « Waco » Johnnie Dean (Dan Duryea)
- 1974[5] : Massacre à la tronçonneuse : l'auto-stoppeur (Edwin Neal)
- 1982[6] : Blade Runner : Bryant (M. Emmet Walsh)
- 1990 : Navy Seals : Les Meilleurs : Dane (Bill Paxton)
- 1990 : Jours de tonnerre : Russ Wheeler (Cary Elwes)
- 1990 : Le Parrain, 3e partie : le garde du corps jumeau Armand (Rogerio Miranda)
- 1991[7] : Robin des Bois, prince des voleurs : Will Scarlett (Christian Slater)
- 1992 : Bob Roberts : Roger Davis (Jack Black)
- 1992 : Wayne's World : Phil (Sean Gregory Sullivan)
- 1993 : Tina : Spider (Terrence Riggins)
- 1993 : Swing Kids : Thomas Berger (Christian Bale)
- 1993 : Gilbert Grape : Gilbert Grape (Johnny Depp)
- 1993 : Tombstone : Johnny Ringo (Michael Biehn)
- 1993 : Last Action Hero : Moustache (Danny DeVito) (voix)
- 1994 : The Crow : Funboy (Michael Massee)
- 1994 : L'Enfer blanc : Will Stoneman (Mackenzie Astin (en))
- 1994 : The Road Killers : Cliff (Craig Sheffer)
- 1994 : Shopping : Market Trader (Jason Isaacs)
- 1994 : Léon : Willi Blood (Willi One Blood)
- 1994 : Ace Ventura, détective pour chiens et chats : Gregory Woodstock (Raynor Scheine)
- 1994 : Serial Mother : Scotty Barnhill (Justin Whalin)
- 1994 : The Mask : Eddy (Denis Forest)
- 1995 : Clueless : Harrison (Breckin Meyer)
- 1995 : Midnight Man (en) : Spocheck (Gerald Hopkins)
- 1996 : Beauté volée : Christopher Fox (Joseph Fiennes)
- 1997 : In and Out : Cameron Drake (Matt Dillon)
- 1997 : Anaconda, le prédateur : Gary Dixon (Owen Wilson)
- 1997 : La Dernière Cavale : Raymond Lembecke (Vincent Gallo)
- 1998 : Crazy Six (en) : Billy (Rob Lowe)
- 1998 : Le Témoin du mal : Edgar Reese (Elias Koteas)
- 1998 : Divorcing Jack : Dan Starkey (David Thewlis)
- 1998 : Mary à tout prix : Dr Zit Face (Willie Garson)
- 1998 : Big Party : Geoff Piccirilli (Joel Michaely)
- 1999 : La Fin d'une liaison : M. Parkis (Ian Hart)
- 1999[8] : Two Hands : Acko (David Field (en))
- 2000 : Nurse Betty : Del Sizemore (Aaron Eckhart)
- 2000 : The Million Dollar Hotel : Tom Tom (Jeremy Davies)
- 2000 : Le Fantôme de Sarah Williams : Danny Pierce (Paul Hipp)
- 2000 : Gangsters, Sex and Karaoke : Jonny (Jonny Lee Miller)
- 2001 : La Chute du faucon noir : Shawn Nelson (Ewen Bremner)
- 2001 : 102 Dalmatiens : Ewan (Ben Crompton)
- 2001 : Concurrence déloyale : Leone DellaRocca (Sergio Castellitto)
- 2002 : Meurs un autre jour : Vlad (Mikhaïl Gorevoï)
- 2002 : Le Roi Scorpion : Arpid (Grant Heslov)
- 2002 : xXx : T.J. (Chris Gann)
- 2003 : Escrocs : le barman (Kevin Chapman)
- 2003 : Scary Movie 3 : l’alien 2
- 2004 : Manipulations : Emery Simms (Shemar Moore)
- 2004 : Eurotrip : Cecil (Paul Oldham)
- 2004 : Million Dollar Baby : J.D. Fitzgerald (Marcus Chait (en))
- 2004 : Dead and Breakfast : Doc Riley (Vincent Ventresca)
- 2004 : Les Vacances de la famille Johnson : Bodie Johnson, le cousin (Jeremiah « J. J. » Williamson)
- 2005 : The Proposition : l'officier Davenport (Garry Waddell (en))
- 2005 : The Devil's Rejects : Otis B. Driftwood (Bill Moseley)
- 2005 : Saw 2 : Obi Tate (Tim Burd)
- 2006 : Inside Man : L'Homme de l'intérieur : l'officier Hernandez (Jason Manuel Olazabal)
- 2006 : Park (en) : Dennis (William Baldwin)
- 2007 : Gone Baby Gone : Steve Penteroudakis (Jay Giannone)
- 2007 : Sukiyaki Western Django : le shérif Hoanka (Teruyuki Kagawa)
- 2007 : Transformers : le cousin de Manny (Johnny A. Sanchez (en))
- 2008 : The Dark Knight : Le Chevalier noir : un sbire du Joker (David Dastmalchian)
- 2008 : Max Payne : Doug (Maxwell McCabe-Lokos (en))
- 2008 : Speed Racer : Sparky (Kick Gurry)
- 2008 : Le Roi Scorpion 2 : Guerrier de légende : Pollux (Andreas Wisniewski)
- 2009 : L'Attaque du métro 123 : Bashkim (Victor Gojcaj (en))
- 2009 : Les Cavaliers de l'Apocalypse : Banksy (Stephen Eric McIntyre)
- 2009 : Watchmen : Les Gardiens : Edward Jacobi / Moloch (Matt Frewer)
- 2009 : Star Trek : voix additionnelles
- 2010 : Que justice soit faite : Rupert Âmes (Josh Stewart)
- 2010 : Fighter : Wolfie (Sean Malone (en))
- 2010 : Ao, le dernier Néandertal : Ao (Sutton Simon Paul)
- 2010 : Le Dernier Maître de l'air : voix additionnelles
- 2011 : The Green Hornet : Popeye (Jamie Harris)
- 2011 : L'Irlandais : Liam O'Leary (David Wilmot (en))
- 2011 : Harry Potter et les Reliques de la Mort, partie 1 : Xenophilius Lovegood (Rhys Ifans)
- 2012 : Sans issue : Gorman (Joseph Mawle)
- 2012 : Prometheus : Fifield (Sean Harris)
- 2012 : Mickey Matson et l'ordre secret : M. Matson (Phil Gigante)
- 2012 : The Dark Knight Rises : Trader #1 (Glen Powell)
- 2012 : Flight : Fran (Adam Tomei)
- 2012 : Sept psychopathes : Paulo (Željko Ivanek)
- 2012 : The Amazing Spider-Man : Nicky (Tom Waite)
- 2013 : Django Unchained : Roger « Lil Raj » Brittle (Cooper Huckabee)
- 2013 : Only God Forgives : Byron (Byron Gibson)
- 2013 : Machete Kills : le Caméléon (1re transformation) (Walton Goggins)
- 2013 : Bad Grandpa : Chuck (Greg Harris)
- 2013 : Cell 213 (en) : Charlie Johnston (Patrick Stevenson)
- 2013 : Le Monde fantastique d'Oz : voix additionnelles
- 2014 : Stereo : Keitel (Georg Friedrich)
- 2014 : Stretch : Nasseem (Shaun Toub)
- 2014 : Les Gardiens de la Galaxie : voix additionnelles
- 2014 : The Homesman : le fréteur (Tim Blake Nelson)
- 2014 : Paddington : voix additionnelles
- 2014 : Invincible : Clarence Douglas (Stephen J. Douglas)
- 2014 : Hercule : voix additionnelles
- 2015 : Everest : Doug Hansen (John Hawkes)
- 2015 : Holding the Man : Chook Hennessey, le professeur d'art dramatique (David Woods)
- 2015 : Strictly Criminal : Mickey Maloney (Mark Mahoney (en))
- 2015 : Paul Blart 2 : Super Vigile à Las Vegas : ? (?)
- 2016 : Deadpool de Tim Miller : Francis « Ajax » Freeman (Ed Skrein)
- 2016 : X-Men: Apocalypse : voix additionnelles
- 2016 : Dead Rising: Endgame : Georges Hancock (Ian Tracey)
- 2016 : Rogue One: A Star Wars Story : voix additionnelles
- 2017 : Traque à Boston : Harrold (Rhet Kidd)
- 2017 : Sandy Wexler : lui-même (Richard Lewis)
- 2017 : Pirates des Caraïbes : La Vengeance de Salazar : voix additionnelles
- 2017 : L.A. Rush : Rigaberto (Thom Rivera)
- 2017 : Star Wars, épisode VIII : Les Derniers Jedi : voix additionnelles
- 2017 : Outsider : Johnny Dicesare (Wass Stevens)
- 2017 : Papillon : un garde militaire [Qui ?]
- 2017 : 6 Below: Miracle on the Mountain : David LeMarque (Jason Cottle (de))
- 2018 : Avengers : Infinity War : voix additionnelles
- 2018 : Jurassic World: Fallen Kingdom : voix additionnelles
- 2018 : Kin : Le Commencement : Lee Jacobs (Romano Orzari)
- 2018 : Gotti : Gaspipe Casso (Andrew Fiscella)
- 2018 : Death Race: Anarchy : Frankenstein (Nolan North) (voix)
- 2018 : Undercover - Une histoire vraie : Bob (Brad Carter (en))
- 2018 : Carnage chez les Puppets : un contrebandier [Qui ?] et un malfrat Puppet [Qui ?]
- 2018 : Tanks for Stalin : un brigand [Qui ?]
- 2019 : El Camino : Un film Breaking Bad : Kenny (Kevin Rankin)
- 2019 : Maléfique : Le Pouvoir du mal : voix additionnelles
- 2019 : La Légende du dragon : le marin saoul [Qui ?]
- 2020 : Drunk : Tommy (Thomas Bo Larsen)
- 2020[9] : Un fils du Sud : James Zellner (Byron Herlong)
- 2021 : Jolt : Gareth Fizel (David Bradley)
- 2021 : Le Bar de la Tendresse : « Chef » (Max Casella)
- 2022 : The Batman : le chef Mackenzie Bock (Con O'Neill)
- 2022 : Gasoline Alley : Roy (Billy Jack Harlow)
- 2022 : Jurassic World : Le Monde d'après : Wigi (Enzo Squillino Jr. (en))
- 2022 : V comme Vengeance : Thorn (Sean Maguire)
- 2023 : The Last Kingdom : Sept rois doivent mourir : le roi d'Orkney (Zsolt Páll)
- 2023 : Le Dernier Voyage du Demeter : Dracula (Javier Botet)
- 2023 : Fool's Paradise : le producteur (Ray Liotta)

#### Films d'animation
- 1942[n 1] : Bambi : Pan-Pan adulte (3e doublage)
- 1975[n 2] : Great Mazinger et Getter Robot G : le Sacrifice Ultime[10] : voix additionnelles
- 1975[n 2] : La Guerre des Soucoupes Volantes : Rigel
- 1976[n 3] : Goldorak contre Great Mazinger[11] : Barendos
- 1990 : Les Jetson : le film : Rick La Roquette
- 1993 : Le Voyage d'Edgar dans la forêt magique : Waggs
- 2002 : Barbie, princesse Raiponce : Gros Soldat
- 2004 : Team America, police du monde : Sean Penn[12]
- 2007[n 4] : Evangelion: 1.0 You Are (Not) Alone : un membres de la Seel
- 2009[n 4] : Evangelion: 2.0 You Can (Not) Advance : un membres de la Seel
- 2010 : Dragons : un viking
- 2012[n 4] : Evangelion: 3.0 You Can (Not) Redo : un membres de la Seel
- 2015 : Bob l'éponge, le film : Un héros sort de l'eau : voix additionnelles
- 2016 : Zootopie : Duke Weaselton
- 2016 : Batman : The Killing Joke : 2e bandit du gang du Red Hood
- 2018 : Mutafukaz : Randy Crocodile (création de voix)
- 2021 : Evangelion: 3.0+1.0 Thrice Upon a Time : membres de la Seel
- 2023 : Nimona : voix additionnelles

### Télévision

#### Téléfilms
- Louis Mandylor dans :
  - Le Sauveur d'Halloween (2011) : Kent
  - Une vie à recommencer (2016) : Reese Sinclair
  - Situation indélicate (2021) : Doug Larson
- C. Thomas Howell dans :
  - Abeilles tueuses (2002) : le shérif Lyndon Harris
  - D'amour et de feu (2014) : Vlad
- Michael Eklund dans :
  - 8 jours pour mon fils (2006) : Weaver
  - Termination Point (2007) : Liam
- 1992 : Buffy, tueuse de vampires : Benny Jacks (Sean Arquette) et Grueller (Sasha Jenson)
- 1992 : Newsies - The News Boys : Jack Kelly (Christian Bale)
- 1993 : Aspen Extreme : Dexter Rutecki (Peter Berg)
- 1997 : Flèches de l'amour : Cupidon (Costas Mandylor)
- 1999 : Le pacte de la haine : Tom Martinez (William Baldwin)
- 2001 : Les Brumes d'Avalon : Mordred (Hans Matheson)
- 2001 : Le Royaume des voleurs : Conrad (Adam Ryan)
- 2002 : Croisière à haut risque : le capitaine Kevin Blake (Jerome Ehlers)
- 2002 : Jeu sans issue : Ben Russell (Mike Tsar)
- 2003 : L'Invaincu : Lex Vargas (John Leguizamo)
- 2003 : Suspicions : Stephen Clarke (Tom Wisdom)
- 2006 : Population 436 : Bobby Caine (Fred Durst)
- 2006 : La Conviction de ma fille : Ken Curry (John Tench)
- 2006 : Dans la vie d'une autre : Jack Kruegher (Michael Woods)
- 2007 : Trois sœurs dans le Montana : Jesse Carne (Scott Heindl)
- 2007 : Le Prix de la trahison : Gault (Luce Rains (en))
- 2007 : Des yeux dans la nuit : Marty Kendall (Kirk B. R. Woller)
- 2008 : A Number : B1, B2 et C3 (Rhys Ifans)
- 2008 : Rendez-vous meurtrier : Garner (Bart Johnson)
- 2008 : Ultime Combat : Huey (Derek Mears)
- 2008 : Street Warrior  : Georgie Bautista (Max Perlich)
- 2009 : Meteor : Le Chemin de la destruction : Calvin Stark (Michael Rooker)
- 2010 : Piège en haute-couture : l'agent Fincher (Bruno Verdoni)
- 2012 : L'Île au trésor : Israel Hands (Geoff Bell)
- 2012 : Un cœur pour Noël : John (Stephen Eric McIntyre)
- 2013 : Le Jour de l'Apocalypse : Dr Walter Brown (Brad Dourif)
- 2013 : Southcliffe : Stephen Morton (Sean Harris)
- 2014 : Au cœur de la tempête : Danny DuPuis (Matthew Boylan)
- 2014 : Madame Nobel : Butler (Johannes Herrschmann)
- 2016 : Kill Skills : Claes Corneliu (Soren Poppel)
- 2017 : Un adversaire inattendu : Axel Rotteck (André Hennicke)
- 2018 : L'Amant secret : Wakeman (Tom Thon)
- 2021 : L'amour au menu ! : Chester Peele (Stephen Oliver)
- 2021 : Prête à tout pour une famille parfaite : Dr Shaeffer (Jon Briddell)[n 5]

#### Séries télévisées
- Ian Tracey dans (13 séries) :
  - Stargate SG-1 (2002) : Smith (saison 6, épisode 11)
  - Smallville (2006) : Cole Tourmentor (saison 5, épisode 19)
  - Les 4400 (2006) : Daniel Armand (saison 3)
  - Flashpoint (2010) : Nick Watson (saison 3, épisode 5)
  - Hell on Wheels : L'Enfer de l'Ouest (2011) : Bolan (saison 1)
  - Continuum (2012-2015) : Jason (18 épisodes)
  - Bates Motel (2013-2017) : Remo Wallace (12 épisodes)
  - Les 100 (2015) : Vincent Vie (saison 2, épisodes 13 à 15)
  - Backstrom (2015) : Julien Gaynor (épisode 11)
  - Motive (2016) : Ian Mitchell (saison 4, épisode 10)
  - Les Voyageurs du temps (2016-2018) : Ray Green (7 épisodes)
  - Supernatural (2017) : Ishim (saison 12, épisode 10)
  - School Spirits (depuis 2023) : le shérif Baxter
- Sean Penn dans (5 séries) :
  - Friends (2001) : Eric (saison 8, épisodes 6 et 7)
  - Mon oncle Charlie (2004) : Sean Penn (saison 2, épisode 1)
  - The First (2018) : Tom Hagerty (8 épisodes)
  - Gaslit (2022) : John N. Mitchell (mini-série)
  - C*A*P*T*I*F*S (2023) : Sean Penn[13] (6 épisodes)
- Željko Ivanek dans (5 séries) :
  - Preuve à l'appui (2002) : Dr Elliot McCafferty (saison 1, épisode 20)
  - The Inside : Dans la tête des tueurs (2005) : Teddy Bunch (épisode 4)
  - Big Love (2009-2010) : J.J. Percy Walker (12 épisodes)
  - Suits : Avocats sur mesure (2014-2015) : Eric Woodall (4 épisodes)
  - 12 Monkeys (2015-2017) : Leland Goines (3 épisodes)
- Kevin Rankin dans (5 séries) :
  - Friday Night Lights (2006-2008) : Herc (21 épisodes)
  - US Marshals : Protection de témoins (2009) : Jerry Rogan (saison 2, épisode 2)
  - Trauma (2009-2010) : Tyler Briggs (20 épisodes)
  - Mentalist (2010) : Danny Ruskin (saison 3, épisode 2)
  - Breaking Bad (2012-2013) : Kenny (saison 5)
- Evan Handler dans :
  - It's Like, You Know... (1999-2000) : Shrug (26 épisodes)
  - Friends (2003) : le réalisateur (saison 9, épisode 11)
  - Studio 60 (2006) : Ricky Tahoe (4 épisodes)
- Robert LaSardo dans :
  - The Shield (2002) : Jojo Rizal (saison 1, épisode 12)
  - Cold Case : Affaires classées (2004) : Jesus Torres (saison 1, épisode 11)
  - US Marshals : Protection de témoins (2011-2012) : Carlos Ramirez (saison 4, épisode 10 et saison 5, épisode 2)
- John Leguizamo dans :
  - Urgences (2005-2006) : Dr Victor Clemente (saison 12)
  - Kill Point : Dans la ligne de mire (2007) : Jake « Wolf » Mendez (mini-série)
  - Bloodline (2016-2017) : Ozzy Delvecchio (18 épisodes)
- Channon Roe dans :
  - Windfall : Des dollars tombés du ciel (2006) : Jeremy (épisode 1)
  - Castle (2009) : Kevin Henson (saison 1, épisode 5)
  - Vegas (2012) : Ted Ermin (épisode 2)
- Norman Reedus dans :
  - New York, unité spéciale (2006) : Derek Lord (saison 7, épisode 22)
  - The Walking Dead (2010-2022) : Daryl Dixon (174 épisodes)
  - The Walking Dead: Daryl Dixon (depuis 2023) : Daryl Dixon
- Ted Raimi dans :
  - Xena, la guerrière (1996-2001) : Joxer (42 épisodes)
  - Hercule (1997-1998) : Joxer (saison 3, épisode 14 et saison 4, épisode 5)
- Brian Tarantina (en) dans :
  - Gilmore Girls (2001-2002) : Bootsy (saison 2)
  - Gilmore Girls : Une nouvelle année (2016) : Bootsy (mini-série)
- Shemar Moore dans :
  - Les Feux de l'amour (1994-2019) : Malcolm Winters #1 (474 épisodes)
  - Half and Half (2004) : Amani Love (saison 2, épisode 18)
- Brian Avers dans :
  - NCIS : Los Angeles (2009-2012) : l'agent spécial Mike Renko (4 épisodes)
  - Un flic d'exception (2013) : Jordan Wiser (épisode 12)
- Burn Gorman dans :
  - Game of Thrones (2013-2014) : Karl Tanner (4 épisodes)
  - Le Maître du Haut Château (2015) : le marshal (saison 1, épisodes 3 et 4)
- Brad Carter (en) dans : 
  - True Detective (2014) : Charlie Lange (saison 1, épisodes 1 et 4)
  - Sons of Anarchy (2014) : Leland Gruen (saison 7)
- 1974-1983 : La Petite Maison dans la prairie : voix additionnelles[14]
- 1990-1997 : Mariés, deux enfants : Jake (Ric Roman Waugh) (saison 5, épisode 10) et l'officier Dan (Dan Tullis Jr. (en)) (voix de remplacement)
- 1995-1996 : Les Sœurs Reed : Dr Wesley « Wes » Hayes (Michael Whaley (en)) (10 épisodes)
- 1995-1996 : JAG : le lieutenant Mason Painter (Tim Quill) (3 épisodes)
- 1995-2005 : New York Police Blues : John Irvin (Bill Brochtrup (en)) (156 épisodes)
- 1996 : Arabesque : Robbie Dorow (Robert Knepper) (saison 12, épisode 17)
- 1996-1997 : Haute Tension : l'officier Mandy Willitz (Cole Hauser) (32 épisodes)
- 1997-1998 : Tortues Ninja : La Nouvelle Génération : Leonardo (Gabe Khouth) (26 épisodes)
- 1998-1999 : Le Flic de Shanghaï : l'inspecteur Louis Malone (Louis Mandylor) (22 épisodes)
- 1999-2005 : Stargate SG-1 : Michael (Alex Zahara) (saison 2, épisode 21), le major Newman (Christian Bocher) (saison 3, épisode 18) et Khalek (Neil Jackson) (saison 9, épisode 9)
- 2002 : Rose Red : Emery Waterman (Matt Ross) (mini-série)
- 2002 : The Shield : Kurt Schmidt (Josh Todd) (saison 1, épisode 6), Jarvis Stanley (Michael Sean Tighe) (saison 2, épisode 8)
- 2002-2003 : Good Morning, Miami : Jake Silver (Mark Feuerstein) (40 épisodes)
- 2003 : Les Experts : un comédien de stand-up (Gilbert Gottfried) (saison 3, épisode 20)
- 2003-2006 : Ce que j'aime chez toi : Vic Meladeo (Dan Cortese (en)) (20 épisodes)
- 2005-2008 : Earl : Ralph Mariano (Giovanni Ribisi) (6 épisodes)
- 2006 : Dr House : l'officier Joe Luria (Scott Michael Campbell (en)) (saison 2, épisodes 20 et 21)
- 2006 : Ghost Whisperer : Link Hofstadter (Aaron Paul) (saison 1, épisode 19)
- 2006-2007 : La Classe : Richie Velch (Jesse Tyler Ferguson) (19 épisodes)
- 2007 : Prison Break : un détenu  [Qui ?] (saison 3, épisode 2)
- 2007 : Supernatural : un gardien de prison [Qui ?] (saison 2, épisode 19)
- 2007 : Head Case (en) : Andy Dick (Andy Dick) (saison 1, épisode 3)
- 2008 : House of Saddam : Oudaï Hussein (Philip Arditti (en)) (mini-série)
- 2009 : Médium : Lucas Harvey (Tony Curran) (saison 5, épisodes 11 et 12)
- 2009-2011 : Lie to Me : un prisonnier [Qui ?] (saison 1, épisode 5), Peter Burch (Bradford Tatum) (saison 1, épisode 6) et John Lightman (Enzo Cilenti) (saison 3, épisode 9)
- 2010 : iCarly : Aspartamé (Jack Black) (saison 4, épisode 6)
- 2011 : Grimm : Ephram Geiger (Russell Hodgkinson) (saison 1, épisode 5)
- 2011-2012 : Body of Proof : l’animalier (Patrick Hume) (saison 2, épisode 8) et Jacob Mount (Justin Welborn) (saison 2, épisodes 18 et 19)
- 2013 : Southcliffe : Stephen Morton (Sean Harris) (mini-série)
- 2013 : Boardwalk Empire : August Tucker (Andrew Howard) (saison 4, épisode 3)
- 2014-2017 : Kingdom : Terry (Jamie Harris) (7 épisodes)
- 2015 : Flash : Julius (Scott McNeil) (saison 1, épisode 12)
- 2015-2018 : Sense8 : Bug (Michael X. Sommers) (13 épisodes)
- 2015 / 2020 : Brooklyn Nine-Nine : l'officier Chiccub (Neil Rodriguez) (saison 3, épisode 2), le tueur au sachet de thé (Jasper Cole) (saison 3, épisode 4), Chris Reneaux (Scott Vance) (saison 7, épisode 1) et Ned (Ryan de Quintal) (saison 7, épisode 3)
- 2016 : Guerre et Paix : ? ( ? ) (mini-série)
- 2016-2018 : Westworld : le barman du Mariposa (Bradley Fisher) (7 épisodes)
- 2016-2022 : Animal Kingdom : Vin (Michael Bowen) (5 épisodes)
- 2017 : Godless : le vagabond caché dans la cabane [Qui ?] (épisode 5)
- 2017 : Angie Tribeca : Edward Stracciatelli (Scott Anthony Leet) (saison 3, épisode 8)
- 2017 : The Deuce : Rico (Tommy Buck) (saison 1, épisodes 1 et 8)
- 2017 : The Good Fight : Clarence (Robert Creighton) (saison 1, épisodes 5 et 6)
- 2017 : Philip K. Dick's Electric Dreams : Noah (Michael Socha) (épisode 4)
- 2017 : Midnight, Texas : Zach (Zahn McClarnon) (saison 1, épisode 3)
- 2017-2018 : Gotham : le dentiste (Buddy Bolton) (saison 4, épisodes 10 et 15)
- 2017-2018 : The Tick : Dr Karamazov (John Pirkis) (7 épisodes)
- 2017-2019 : The End of the F***ing World : le professeur Clive Koch (Jonathan Aris) (7 épisodes)
- 2018 : Maniac : Sokolov (Lev Gorn) (mini-série), Sebastian (Glenn Fleshler (en)) (épisode 4, mini-série)
- 2018 : Luke Cage : John Epps (Ian Lyons) (saison 2, épisodes 2 et 5)
- 2018 : Succession : Chang (Tony Demil) (saison 1, épisode 7)
- 2019 : Peaky Blinders : Jimmy McCavern (Brian Gleeson) (saison 5)
- 2021 : Squid Game : Jung Min-tae (Lim Ki-hong)
- 2022 : The Tourist : Tony (Jasper Bagg) (doublage Prime Video)
- 2023 : Everything Now : ? (?)

#### Séries d'animation
- 1978-1979[n 6] : Gatchaman, le combat des galaxies[15] : Happy Boy
- 1994 : Les Contes les plus célèbres : le Génie de la bague
- 1994-1996 : Creepy Crawlers : T3 et Sacdos
- 1994-1996 : Les Quatre Fantastiques : Johnny Storm / La Torche humaine
- 1994-1997 : Gargoyles, les anges de la nuit : Raven
- 1995-1996[n 7] : Neon Genesis Evangelion : un membre de la Seele
- 1995-1997 : The Mask, la série animée : Pete (voix principale)
- 1996 : Urmel : Vava
- 1996-1997 : Les Nouvelles Aventures d'Oliver Twist : un sbire de Sikes
- 2004 : Dave le barbare : Hypochondre
- 2005 : Duck Dodgers : Dave Mustaine (saison 3, épisode 12)
- 2005-2006 : Monster : Otto Heckel
- 2005-2006 : Les X : Globulor
- 2006-2007 : Death Note : Ryuk
- depuis 2008 : Sam le pompier : Charlie Joineau le pêcheur
- 2009-2011[n 8] : One Piece : Kizaru (1re voix, épisodes 389 à 489)
- 2009-2015 : Dragon Ball Z Kai : Ginyū
- 2010 : Les Griffin : Stewie Griffin (épisode Blue Harvest, la totale)
- 2011-2014 : Toriko : Match
- 2012-2014 : Saint Seiya Omega : Yohan
- 2012-2015 : Log Horizon : Roderick et Demikas
- 2016-2022 : Lastman : Max, Reghan, Jean-Michel et Prézic
- 2018-2019[16] : JoJo's Bizarre Adventure : Golden Wind : Luca
- 2019 : Trailer Park Boys : voix additionnelles
- 2019[n 9] : Vinland Saga : l'Oreille (saison 1)
- 2019 : Levius : Raymond Stratus
- 2020 : Jujutsu Kaisen : le serveur du restaurant et voix additionnelles
- 2021 : Solar Opposites : le chef des brigands de la supérette (saison 2, épisode 9)
- 2022 : Zootopie+ (en) : Duke
- 2022 : The Eminence in Shadow : voix additionnelles
- 2023 : My Happy Marriage : le détective
- 2023 : Mashle : Brad Coleman

#### OAV
- 1990-1991[n 10] : Urotsukidoji L'enfant errant : Takeaki
- 1991-1992[n 11] : RG Veda : Ten-Ô
- 1996 : Battle Arena Toshinden : Kain Amoh
- 2014 : 3D2Y : Surpasser la mort d'Ace ! La promesse de Luffy à ses amis : Kizaru

#### Documentaire
- 2001 : Dogtown and Z-Boys : Lui-même (Sean Penn)
- 2008 : The Bridge : Steven Linder (Thomas M. Wright)
- 2012 : Woody Allen : A Documentary : eux-mêmes (Chris Rock et Sean Penn)
- 2015 : Making a Murderer : Steven Avery

#### Émissions
- Ink Master
- 2019 : Les mécanos de rust valley : Mike Hall

### Jeux vidéo
- 2004 : 007 : Quitte ou double : Jean le Rouge
- 2007 : The Witcher : Le passeur de Wyzima / le jardinier de l'hôpital lebioda et Coleman (bandits de la salamandre...)
- 2007 : Call of Duty 4: Modern Warfare : Gaz
- 2008 : Call of Duty: World at War : le sergent Tom Sullivan
- 2009 : Call of Duty: Modern Warfare 2 : John "Soap" MacTavish
- 2009 : Brütal Legend : le chanteur du groupe d'Eddie
- 2009 : Assassin's Creed II : voix additionnelles[n 5]
- 2010 : Call of Duty: Black Ops : Michael Rooker (dans la carte "Call of The Dead")
- 2010 : Splinter Cell : Conviction : Andriy Kobin[n 5]
- 2010 : Mafia II : voix additionnelles
- 2011 : Call of Duty: Modern Warfare 3 : John "Soap" MacTavish
- 2011 : Star Wars: The Old Republic : Skavak
- 2012 : Les Royaumes d'Amalur : Reckoning : plusieurs personnages secondaires
- 2012 : ZombiU : Boris
- 2012 : World of Warcraft: Mists of Pandaria : le maître probatoire Rotun
- 2013 : Hitman: Absolution : Edward Wade
- 2013 : Tom Clancy's Splinter Cell: Blacklist : Andriy Kobin[n 5]
- 2014 : Watch Dogs + (DLC : Bad Blood) : Tobias Frewer[n 5]
- 2014 : The Elder Scrolls Online : Mannimarco
- 2014 : Infamous: Second Son : voix additionnelles
- 2015 : Fallout 4 - Nuka Cola World : Porter Gage, Sinner
- 2015 : Bloodborne : plusieurs chasseurs
- 2016 : Dead Rising 4 : Tom
- 2016 : Dark Souls III : voix additionnelles
- 2017 : The Evil Within 2 : Turner
- 2017 : South Park : L'Annale du Destin : le père de Craig, Kyle Schwartz / l'homme cerf-volant d'un autre univers, Père Maxi, un des clients VIP du club de Striptease, Dougie / le Général Désolation, assassin Beauf
- 2017 : Wolfenstein II: The New Colossus : Horton Boone
- 2017 : Star Wars Battlefront II : voix additionnelles
- 2018 : Far Cry 5 : Zip Kupka[n 5]
- 2018 : Thronebreaker: The Witcher Tales : Xavier Lemmens
- 2018 : World of Warcraft: Battle for Azeroth : voix additionnelles
- 2018 : Assassin's Creed Odyssey : Empedokles et voix additionnelles (prêtre, habitant, ...)[n 5]
- 2019 : Days Gone : des Rippers
- 2019 : Blood and Truth : Keach Sharp.
- 2019 : Rage 2 : voix additionnelles
- 2019 : Death Stranding : Sam Porter Bridges[17]
- 2020 : Cyberpunk 2077 : voix additionnelles
- 2021 : Outriders : Magnus Skarstedt et voix additionnelles
- 2021 : The Dark Pictures Anthology: House of Ashes : le roi Naram-Sin
- 2023 : Cyberpunk 2077 : Phantom Liberty : Michael Maldonado
- 2025 : Death Stranding 2: On the Beach : Sam Porter Bridges

### Fiction audio
- 2019 : Death Note : Ryuk (Audiolib)

### Direction artistique
Emmanuel Karsen est également directeur artistique.
Films
- 2010[19] : VIPs
- 2014[20] : Hungerford
- 2016 : Lavender (en)
- 2017 : City of Tiny Lights
- 2017 : Carrie Pilby
- 2017 : SPF-18
- 2017 : Escale à trois
- 2018 : Tau
- 2019 : Doom: Annihilation
- 2019 : Kill Chain
- 2019 : Primal
- 2019[9] : Mission Paradis
- 2020 : Jiu Jitsu
- 2020[9] : Un fils du Sud
- 2021 : Compartiment n° 6
- 2021 : Varsovie 83, une affaire d'État
- 2022 : Shattered
- 2022 : La Conspiration du Caire
- 2022 : V comme Vengeance

Film d'animation
- 2009 : Black Panther

Téléfilms
- 2011 : Au bout de la nuit 2
- 2014 : Madame Nobel
- 2015 : Amour versus glamour
- 2017 : Les Mystères d'Emma Fielding : Le trésor oublié
- 2019 : Noël dans la prairie

Séries télévisées
- 2019 : Bluff City Law
- 2019-2020 : NOS4A2
- 2020 : Brews Brothers (en)
- 2021 : Colin en noir et blanc (mini-série)
- 2022 : Black Bird (mini-série)

Série d'animation
- 2010 : Les Griffin

## Musique
Avec son groupe "Les HEROICS"

### Discographie
- Angel Vice, Polygram/Phonogram (compilation)
- Les HEROICS, Squale records / New Rose
- Les enfants du déclin, Squale records / New Rose
- A nos morts, kS Production / Le silence de la rue
- H.Bomb 93/ Live Joe Lula productions

### Musique de Films
- Play dead, C.M. (musique originale)
- Tant pis si je meurs de Sotha, Cinéma (musique originale)
- Trop chic pour moi, Film TV (extrait des Enfants du déclin)

### Principaux Concerts
- Palace - Rex Club - Bus Palladium - Opéra Night - New Moon (avec Stiv Bators) - Gibus (avec Johnny Thunders) - Usine Éphémère avec Jack Lang - Trocadéro pour la Fête de la musique - Excalibur - Cithéa - Festival de Bourges - Locomotive - Salon du disque - Festival UNICEF (avec les road runners et Pigalle) - Fahrenheit - Rock Store (Montpellier) - ...

### Télévisions
- Antenne 2 Midi avec Jack Lang - Fête de la musique
- 40° à l'ombre FR3
- Toute première fois TF1 - Émission du jour de l'an
- 40° à l'ombre FR3 - Promotion squale/New Rose
- Rock pour l'Unicef FR3 - Concert retransmis en différé
- Saga-Cités FR3